# Johan Andersson (Fußballspieler)
Johan Andersson (* 22. August 1983) ist ein schwedischer Fußballspieler. Der Mittelfeldspieler gewann 2008 mit Stabæk Fotball den norwegischen Meistertitel.

## Werdegang

### Karrierestart in Schweden
Andersson begann mit dem Fußballspielen bei BK Fram. 1997 wechselte er in die Jugendabteilung von Landskrona BoIS. Dort rückte er 2001 in den Profikader auf und debütierte für die Mannschaft in der Superettan. In 23 Saisoneinsätzen, bei denen er zwölfmal in der Startelf stand, verhalf er mit zwei Saisontoren zum Wiederaufstieg des Klubs in die Allsvenskan. Auch hier blieb er zunächst Ergänzungsspieler und pendelte weiterhin zwischen Anfangsformation und Startelf. Dennoch wurde er, nachdem er bereits die schwedische U17- und U-18-Auswahlen durchlaufen hatte, 2002 erstmals in die schwedische U-21-Auswahl berufen. Dort debütierte er anlässlich der 1:3-Niederlage gegen die russische Juniorennationalmannschaft, als er in der 66. Spielminute für Babis Stefanidis eingewechselt wurde. In der Folge konnte er sich in der Auswahlmannschaft festsetzen.
Im Laufe der Spielzeit 2003 gelang Andersson der endgültige Durchbruch bei seinem Klub und er kam regelmäßig in der Anfangself zum Einsatz. In der folgenden Spielzeit trug er mit fünf Saisontoren zum Klassenerhalt bei, ehe er in der folgenden Spielzeit verletzungsbedingt kaum zum Einsatz kam und mit dem Landskrona BoIS in die Zweitklassigkeit absteigen musste. In der Superettan glänzte er als regelmäßiger Torschütze und erzielte acht Treffer, als Tabellenfünfter verpasste er mit der Mannschaft jedoch den Wiederaufstieg.
Durch seine guten Leistungen weckte Andersson das Interesse der Verantwortlichen von Malmö FF und Sportdirektor Hans Borg rühmte angesichts der ablösefreien Verpflichtung sein großes Potenzial. Vor Saisonbeginn zog er sich eine Knieverletzung zu, die zu einer Zwangspause führte. Im Mai kehrte er in die Mannschaft von Sören Åkeby zurück und konnte bei einem 11:0-Erfolg über Stenungsunds IF im Landespokal zwei Tore erzielen. Aufgrund seiner fortwährenden Verletzungsanfälligkeit konnte er sich jedoch keinen Stammplatz beim Klub erarbeiten und kam nur zu fünf torlosen Saisoneinsätzen in der Spielzeit 2007.

### Wechsel ins Ausland und erste Erfolge
Nach der glücklosen Spielzeit bei Malmö FF kündigte der neu verpflichtete Trainer Roland Nilsson an, nicht mehr mit Andersson zu planen. Daraufhin nahm der norwegische Klub Stabæk Fotball, der vom schwedischen Trainer Jan Jönsson betreut wurde, den Spieler unter Vertrag. An der Seite seiner Landsmänner Pontus Farnerud, Daniel Nannskog und Fredrik Risp etablierte sich der Mittelfeldspieler, der die Rückennummer 19 erhielt, in der Stammformation der Mannschaft aus Bærum und entwickelte sich in Norwegen zum regelmäßigen Torschützen. Mit zwölf Saisontoren, die in der Torschützenliste der Tippeligaen hinter Mannschaftskamerad Nannskog den mit José Mota von Molde FK geteilten zweiten Rang bedeuteten, trug er entscheidend zum Gewinn der Meisterschaft bei.
Im Anschluss an die Spielzeit kehrte jedoch Anderssons Verletzungsanfälligkeit zurück: Nach anhaltenden Knieproblemen musste er sich einer Operation unterziehen. Der Verein rechnete mit einer Ausfallzeit von mindestens zwei Monaten, wobei sich die Rehabilitationszeit bis zu zwölf Monaten hinziehen könnte. Ende August 2009 kehrte er zunächst als Einwechselspieler auf den Fußballplatz zurück und erzielte bis zum Saisonende zwei Tore. In den folgenden Spielzeiten etablierte er sich wieder im Kader des Klubs und kam regelmäßig zum Einsatz. Der Klub konnte jedoch nicht mehr an die Erfolge anknüpfen und rutschte ins letzte Tabellendrittel ab.
Im Dezember 2011 wurde Anderssons Wechsel zum Ligakonkurrenten Lillestrøm SK, bei dem er einen Drei-Jahres-Vertrag unterzeichnete. Unter Trainer Magnus Haglund schwankte er zwischen Ersatzbank und Startformation.